# Ликино (Владимирская область)
Ликино (также Лекино или Богородское) — село в Судогодском районе Владимирской области, в составе Андреевского сельского поселения.

## География
Село расположено на реке Шиверка (приток Судогды), в 15 км от Судогды и в 55 км от Владимира, на автодороге Р72 Владимир — Муром — Арзамас, высота над уровнем моря 97 м.

## История

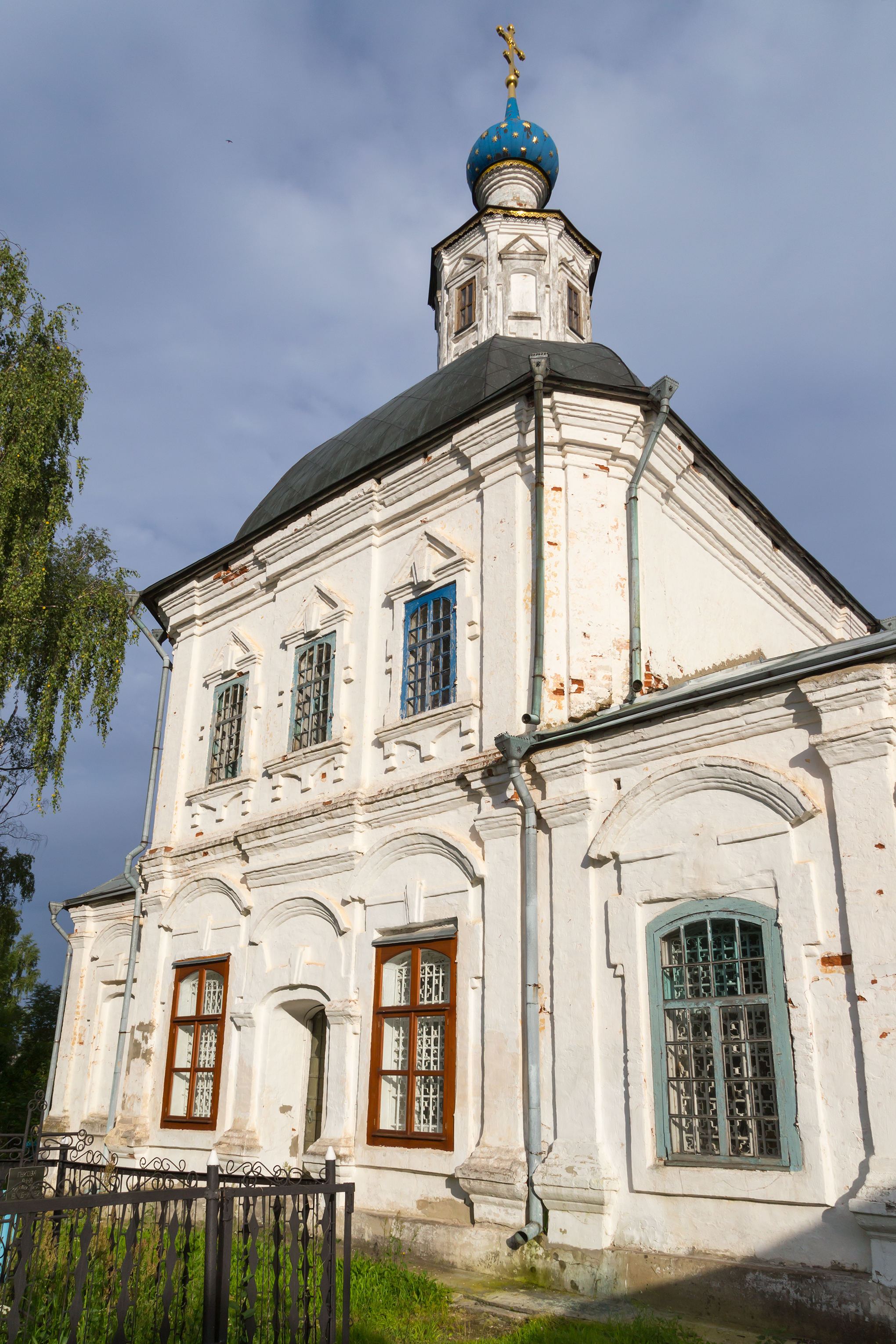
Церковь Рождества Пресвятой Богородицы. 2017 год

Церковь во имя Рождества Пресвятой Богородицы в Ликино построена в первый раз помещиком стольником Афанасием Хоненевым в 1696 году. В 1784-87 году вместо дотоле бывшей деревянной церкви также помещиками Хоненевыми построен был каменный храм. Престолов в храме было два: главный во имя Рождества Пресвятой Богородицы, в трапезе теплой во имя Архистратига Михаила. Приход состоял из села Ликино и деревень: Непейцыно, Большой Козловки, Малой Козловки, Колесни, Лебедево, Песочного, Коленоков. В селе Ликино с 1887 года существовала церковно-приходская школа, учащихся в 1896 году было 42.
В конце XIX — начале XX века село являлось центром Ликинской волости Судогодского уезда, с 1924 года — в составе Судогодской волости Владимирского уезда.
С 1929 года село являлось центром Ликинского сельсовета Судогодского района, с 2005 года — в составе Андреевского сельского поселения.

## Население
| 1859 | 1897 | 1905 | 1926 | 2002 | 2010 | 2021 |
| ---- | ---- | ---- | ---- | ---- | ---- | ---- |
| 461  | ↗671 | ↘575 | ↗591 | ↗850 | ↘724 | ↗779 |

## Инфраструктура
В посёлке имеется Ликинская начальная школа, фельдшерско-акушерский пункт, дом культуры, отделение почтовой связи, колония общего режима для женщин (ИК-10).

## Достопримечательности
В селе находится действующая церковь Рождества Пресвятой Богородицы (1784).